# Was wir bringen
____________
 
Vorspiel, 
bey Eröffnung des neuen Schauspielhauses 
zu Lauchstädt. 
Von

Das kleine Werk (80 S.) ist eine Gelegenheitsdichtung Goethes anlässlich der Eröffnung des Theaters in Bad Lauchstädt. Die mythologische Handlung des Einakters soll das Publikum auf das Theaterereignis einstimmen. Das Vorspiel enthält die Sentenz, die aus dem 1800 entstandenen Goethe Sonett Natur und Kunst stammt:
Wer großes will muß sich zusammen raffen.
In der Beschränkung zeigt sich erst der Meister
Und das Gesetz nur kann uns Freyheit geben.